# Правители Таиланда
Коро́ль Таила́нда (тайск. กษัตริย์ของประเทศไทย) — глава государства Таиланд. Назначает премьер-министра страны и утверждает все решения государственных чиновников. До 1932 года в Таиланде была абсолютная монархия, но в результате переворота 1932 года установлена Конституция, превратившая страну в конституционную монархию. Хотя нынешняя династия Чакри была основана в 1782 году, существование института монархии в Таиланде традиционно считается уходящим корнями в основание Царства Сукотаи в 1238 году, с кратким междуцарствием от смерти Экатхата до присоединения Таксина в XVIII веке. Официальной церемониальной резиденцией монархии является Большой дворец в Бангкоке, в то время как частная резиденция находится во дворце Читралада.
Король является Верхновным главнокомандующим Королевских Вооружённых сил Таиланда и приверженцем буддизма.

## История

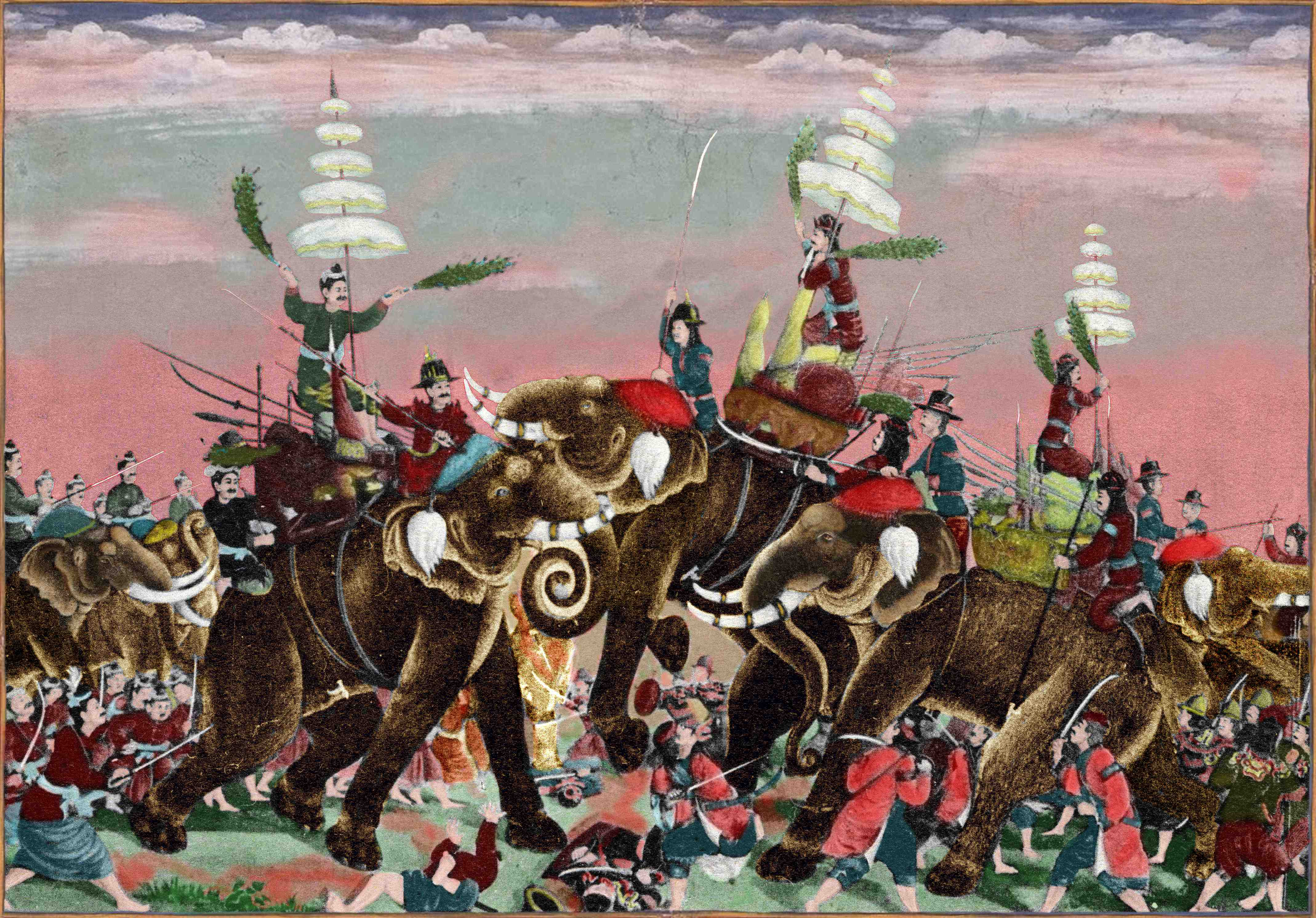
Король Аютии Наресуан, который отстоял независимость Сиама перед наступлением бирманцев

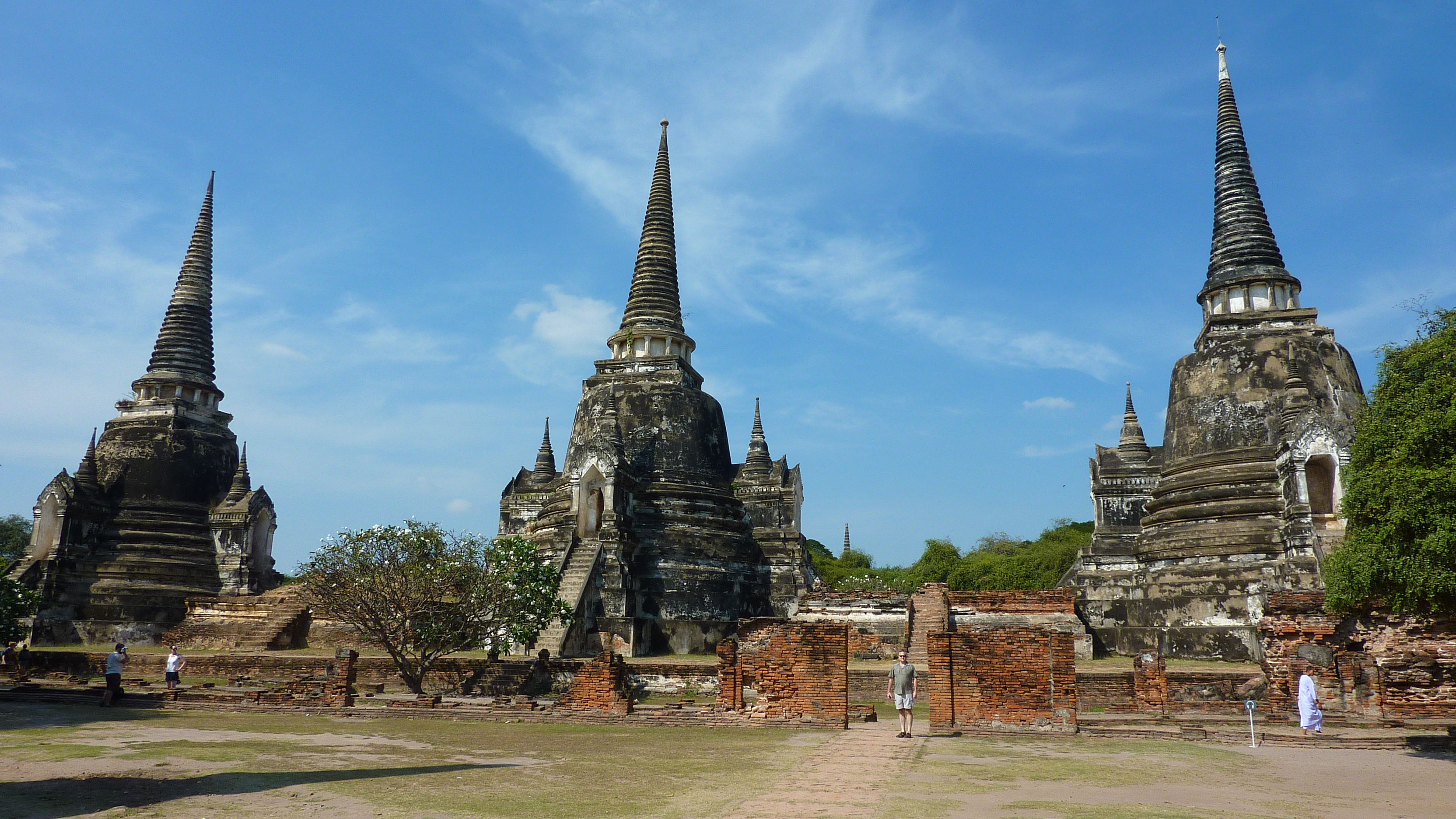
Ват Пхра Си Санпхет рядом с королевским дворцом был самым священным храмом в королевстве Аютия

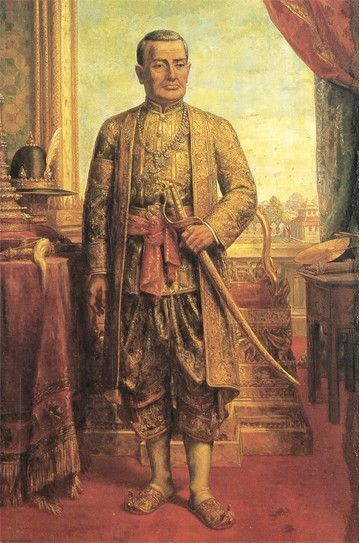
Тхонг Дуанг, позже король Сиама Рама I, основавший династию Чакри в 1782 году

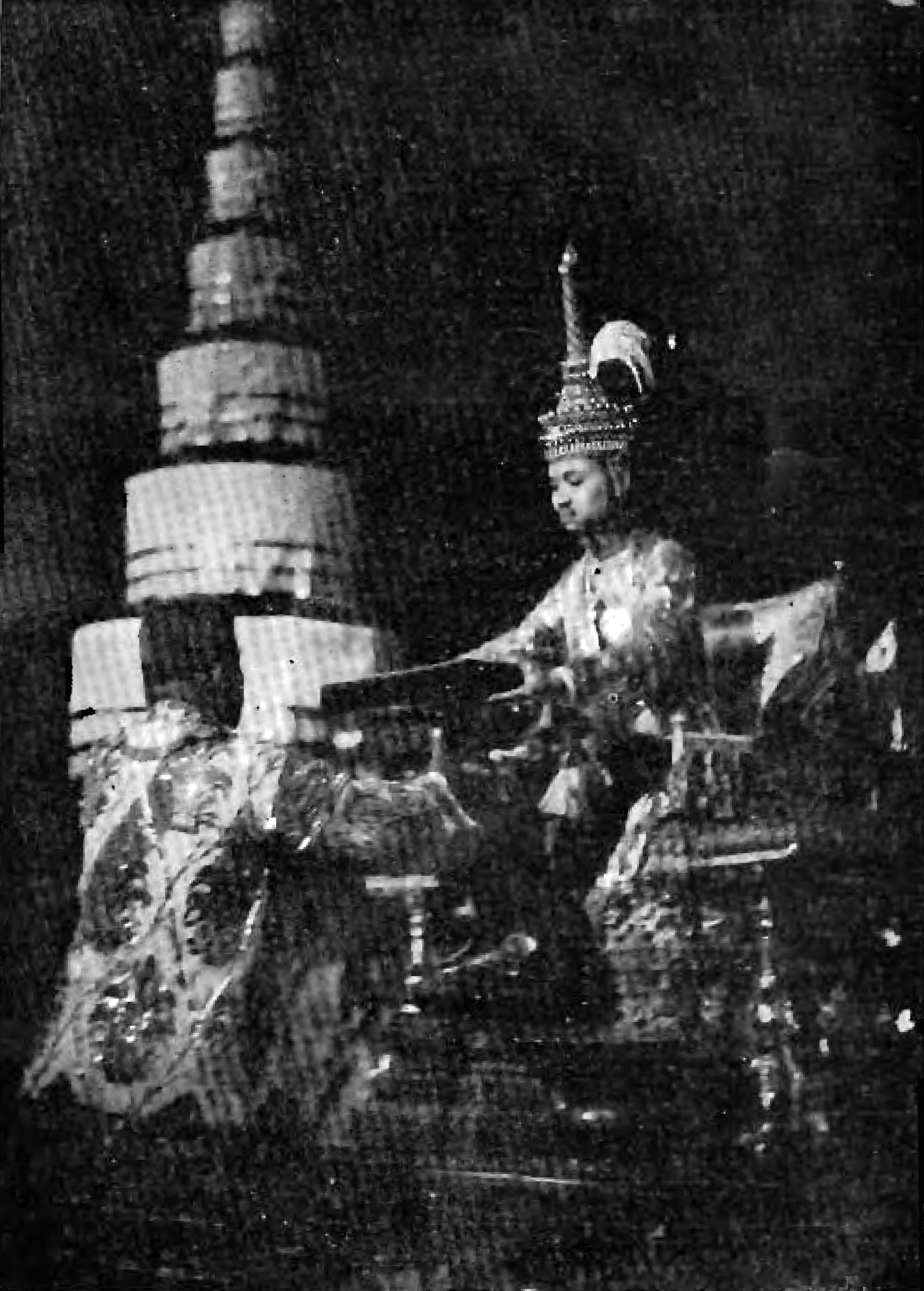
Король Прачадипок подписывает первую Конституцию Таиланда. 10 декабря 1932 года

### Происхождение
Тайская монархия развивалась на протяжении 800 лет абсолютного правления. Первым правителем объединенного Таиланда был основатель царства Сукотаи, Си Индрадитья, в 1238 году. Считается, что основание этого раннего царствования основана на двух концепциях, заимствованных из индуизма и буддизма Тхеравады. Первая концепция основана на Ведико-индуистской касте «кшатриев», или воинов-правителей, в которой царь получает свою власть от военной мощи. Второй основан на буддийской концепции Тхеравады «Дхаммараджа», буддизм был введён в Таиланд около VI века н. э. Идея Дхаммараджи (или царствования при Дхарме) заключается в том, что царь должен править своим народом в соответствии с Дхармой и учением Будды.
Эти идеи были ненадолго отменены в 1279 году, когда на трон взошёл король Рамакхамхаенг Великий. Рамкхамхенг отошёл от традиции и создал вместо этого концепцию «отцовского правления», в которой король управляет своим народом, как отец управляет своими детьми. Эта идея усиливается в титуле и имени короля, который всё ещё известен народу как «отец-правитель Рамкамхаенг». Это продолжалось недолго. К концу царства вернулись две старые концепции, символизируемые изменением стиля царей: «Фо» был изменён на «Файя» или «Правитель».

### Короли Аютии
Король Аютии Наресуан вёл несколько войн против бирманцев, чтобы сохранить независимость Сиама. Царство Сукотаи было вытеснено царством Аютия, которое было основано в 1351 году царём Раматхибоди I. Во время аютийского периода идея царствования изменилась. В связи с древними кхмерскими традициями в регионе, индуистская концепция царствования была применена к статусу лидера. Брамины возглавили королевскую коронацию. К царю относились как к реинкарнации индуистских богов. Исторические документы Аютии показывают официальные титулы царей в больших вариациях: Индра, Шива и Вишну, или Рама. Казалось бы, Рама был самым популярным, как в «Раматибодхи». Однако буддийское влияние было также очевидно, так как много раз титул царя и неофициальное имя «Дхаммараджа», аббревиатура буддийского Дхармараджа. Две прежние концепции были восстановлены, а третья, более старая концепция, получила распространение. Эта концепция была названа «Девараджа» (или «Божественный Король»), которая была идеей, заимствованной Кхмерской Империей из индуистско-буддийских Царств Явы, особенно идея учёного класса, основанного на индуистских Браминах. Концепция основывалась на идее, что царь был воплощением (аватаром) бога Вишну и что он был Бодхисаттвой (просветлённым), поэтому основывал свою власть на своей религиозной силе, своей моральной силе и чистоте своей крови.
Король представлялся народу как полубожественная фигура, затем стал (благодаря жёсткой культурной реализации) объектом поклонения и почитания своего народа. С тех пор монархия была в значительной степени удалена от народа и продолжалась при системе абсолютного правления. Живя во дворцах, спроектированных после горы Меру («Дом богов» в индуизме), цари превратились в «Чакравартин», где царь стал абсолютным и универсальным владыкой своего царства. Цари требовали, чтобы Вселенная вращалась вокруг них, и выражали свою силу посредством сложных ритуалов и церемоний. В течение четырёх столетий эти короли правили царством Аютия, которое было одним из величайших периодов культурного, экономического и военного роста в истории Таиланда.
Цари Аютии создали множество учреждений для легитимизации своего правления. В то время как феодализм развивался в европейское Средневековье, король Аютии Трайлоканат учредил сакдину, систему социальной иерархии, которая ранжировала подданных короля в зависимости от количества земли, на которую они имели право, в зависимости от их ранга и положения.
Рачасап требуется придворным этикетом как почётный регистр, состоящий из специального словаря, используемого исключительно для обращения к королю или для разговора о королевской власти.

### Королевская власть
Король был главным администратором, главным законодателем и главным судьёй, и все законы, приказы, приговоры и наказания теоретически исходили от него самого. Суверенитет короля был отражён в названиях «Повелитель Земли» и «Владыка жизни». Власть и титулы короля рассматривались иностранными наблюдателями как доказательство того, что король является абсолютным монархом в европейском смысле. Однако в сиамской традиции долг и ответственность царя считались развитыми из древних индийских теорий царской власти, которые напоминают просвещённый абсолютизм, хотя акцент делается не на рациональности, а на Дхамме. Это было нарушено в 1767 году, когда тайские дайджесты дхаммасата были потеряны, когда бирманская армия под династией Алаунгпайя вторглась, разграбила и сожгла город Аютию.

### Восстановление центральной власти
По завершении гражданской войны было основано Королевство Тхонбури во главе с королём Таксином.

### Династия Чакри
Тхондуанг, позднее король Сиама Рама I, основал династию Чакри в 1782 году. В 1782 году король Будда Йодфа Чулалоке взошёл на трон и перенёс столицу из Тхонбури на бангкокскую сторону реки Чао Прайя. Там он основал Дом Чакри, правящей династии Таиланда. (Это первое царствование позже было обозначено как царствование Рамы I в списке королей Таиланда). Он также учредил должность Верховного Патриарха в качестве главы Сангхи, ордена буддийских монахов.
В период Раттанакосина правители династии попытались продолжить концепцию аютийского царства, ещё раз подчеркнув связь между монархом и его подданными. С другой стороны, они по-прежнему не отказывались от власти трона. Короли Будда Лэтла Набхалай (Рама II) и Нангклао (Рама III) создали подобие современной администрации, создав Верховный совет и назначив главных должностных лиц для помощи в управлении страной.
Монгкут (Рама IV) нарушил традицию, проведя первые 27 лет своей взрослой жизни в качестве буддийского монаха. В течение этого периода он овладел английским языком, прежде чем взойти на трон. Как правитель, он продолжал назначать офицеров в свой Верховный Совет, наиболее заметными из которых были Сомдет Чао Прайя Праюравонгсе и Си Сурьявонгсе, оба из которых действовали в качестве главных министров короля Монгкута (и последний в качестве регента, со смерти короля в 1868 году до 1873 года).
Чулалонгкорн (Рама V) взошёл на трон несовершеннолетним в возрасте 15 лет в 1868 году и как король Сиама 16 ноября 1873 года. В детстве он обучался по западной традиции гувернанткой Анной Лоэноуэнс. Стремясь реформировать монархию по западному образцу, во время своего правления он много путешествовал, чтобы узнать западные административные методы. Он преобразовал монархию по западному образцу «просвещённого правителя». Он отменил практику поклонения перед монархом и отменил многие законы, касающиеся отношений между королём и его народом, продолжая при этом многие древние аспекты и ритуалы старого царствования. В 1874 году он создал по европейскому образцу Тайный Совет, чтобы с его помощью управлять своим королевством. Во время его правления Сиам был вынужден отказаться от контроля над Лаосом и Северной Малайей в пользу Британии и Франции, сам Сиам едва избежал колонизации. В 1867 году рабы составляли треть населения Сиама. В 1905 году, через 37 лет после коронации, Чулалонгкорн покончил с рабством, издав закон об его отмене.
Его сын, Вачиравуд (Рама VI), взошёл на трон в 1910 году и продолжил реформы его отца. Медленные темпы реформ привели к Дворцовому восстанию 1912 года. В 1914 году Вачиравуд решил, что закон, предусматривающий введение военного положения, впервые обнародованный его отцом в 1907 году, не соответствует современным законам войны и не удобен для сохранения безопасности государства, поэтому он был изменён на более современную форму, которая с незначительными поправками продолжала действовать через последующие изменения в правительстве.
Прачадипок (Рама VII) сменил своего брата в 1925 году. Образованный монарх Итона и Сандхерста создал Совет, похожий на Кабинет Министров, где самые важные правительственные чиновники могли встречаться для решения государственных дел. Этот консультативный и законодательный совет, в статусе Верховного Государственного Совета Сиама была основана 28 ноября 1925 года и просуществовал до 1932 года.

### Конституционная монархия
Король Прачадипок подписал Конституцию Сиама 10 декабря 1932 года. В июне 1932 года группа студентов и военных, получивших образование за рубежом, под названием «пропагандисты», осуществила бескровную революцию, захватила власть и потребовала, чтобы король Праджадхипок даровал народу Сиама Конституцию. Король согласился, и в декабре 1932 года народу была дарована Конституция, положившая конец 150-летнему абсолютному правлению Чакри. С тех пор роль монарха была низведена до роли символического главы государства. С тех пор его полномочия осуществлялись премьер-министром и Национальным собранием.
В 1935 году король Прадхипок (Рама VII) отрёкся от престола после разногласий с правительством. Он жил в изгнании в Великобритании до своей смерти в 1941 году. Короля сменил его молодой племянник Ананда Махидол (Рама VIII). Новому королю было 10 лет и он жил за границей в Швейцарии. Вместо него страной управлял совет регентов. В этот период роли и полномочия короля были полностью узурпированы правительством Плек-Фибунсонграма, которое изменило название королевства с Сиама на Таиланд и объединило его на стороне держав Оси на Тихоокеанском театре Второй мировой войны. К концу войны Фибунсонграм был удалён, и молодой король вернулся. Свободное тайское движение оказало сопротивление иностранной оккупации во время войны и помогло восстановить Таиланд по её окончании.
После внезапной смерти Рамы VIII от пулевого ранения в 1946 году принц Пхумипон Адульядет (Рама IX) в возрасте 19 лет стал новым монархом. В установлении своего правления королю помогли усилия правительства США, которое использовало монархию в качестве оплота против коммунистических завоеваний в Юго-Восточной Азии.
Король Пхумипон был самым долгоправящим монархом в мире на момент его смерти в октябре 2016 года. Он умер 13 октября 2016 года в возрасте 88 лет.

### Монархия в XXI веке
В 2000 году роль тайской монархии всё чаще ставилась под сомнение учёными, средствами массовой информации, наблюдателями и традиционалистами, и по мере того, как все более образованные продемократические интересы начали выражать своё мнение, многие сочли, что ряд законов и мер, касающихся Его Величества в Таиланде, препятствуют свободе выражения мнений. На основании этих законов были произведены десятки арестов, сотни уголовных расследований и многочисленные тюремные заключения. Речь короля Пхумипона Адульядета в его национальной трансляции 2005 года была истолкована так, что он приветствовал критику.
Закон «О монархии» является частью Уголовного кодекса Таиланда и был охарактеризован как «самый суровый закон в мире» и «возможно, самый строгий уголовный закон о диффамации в любом месте». Политолог Джайлс Унгпакорн отмечал, что «законы лезмажесте на самом деле не предназначены для защиты института монархии. В прошлом законы использовались для защиты правительств и защиты военных переворотов от законной критики. Весь этот „королевский“ образ создан, чтобы поддержать консервативную элиту далеко за стенами дворца».
Королю в его работе и обязанностях помогает личный секретарь короля Таиланда и Тайный Совет Таиланда в консультации с главой кабинета премьер-министром. В соответствии с Конституцией король больше не является автором всех законов Королевства; эта прерогатива возложена на Национальную ассамблею Таиланда. Однако все законопроекты, принятые законодательным органом, требуют его королевского согласия, чтобы стать законом. Домашнее хозяйство и финансы монархии управляются Бюром королевского домашнего хозяйства и Бюром имущества короны соответственно, эти учреждения не считаются частью тайского правительства, и весь персонал назначается королём.
Хунта, которая пришла к власти в 2014 году, была агрессивной в заключении критиков монархии. В 2015 году он потратил 540 миллионов долларов США, больше, чем бюджет Министерства иностранных дел, на рекламную кампанию под названием «Поклонение, защита и поддержка монархии». Кампания включала в себя телевизионную рекламу, семинары в школах и тюрьмах, конкурсы пения и конкурсы на написание рассказов и фильмов, восхваляющих короля. «Это не пропаганда», — сказал Прают Чан-о-ча, лидер хунты. — Юноша должен знать, что сделал король».
В своём бюджете на 2016 финансовый год правящее военное правительство увеличило свои расходы на «поддержание, защиту и сохранение монархии» до 18 миллиардов бат (514 миллионов долларов США), что на 28 процентов больше по этой статье бюджета с 2014 года, когда оно пришло к власти.
Согласно Конституции страны, король возводится на престол в почитании и благоговении, и этот порядок не должен быть нарушен. Никто не может предъявлять королю какие-либо обвинения или иски.

## Регентство
Всякий раз, когда король отсутствует на территории Королевства или неспособен выполнять свои функции по какой-либо причине, король может назначить такое лицо, как регент. В этом случае Председатель Национального собрания должен контрассигновать соответствующий королевский приказ.
Статья 19 Конституции:
```
В случае, если Король не назначает регента в соответствии со статьёй 18 или Король неспособен назначить регента вследствие того, что он недееспособен, или по любой другой причине, Тайный совет должен представить имя человека, способного занять пост регента, Национальному собранию для одобрения. После одобрения Национальным собранием Председатель Национального собрания должен сделать объявление от имени Короля о назначении такого лица, как регент.
```

В период истечения срока полномочий Палаты представителей или в случае её роспуска Сенат должен действовать как Национальное собрание в предоставлении одобрения согласно параграфу один.
Статья 20:
```
Пока регент не будет назначен согласно статье 18 или статье 19, Председатель Тайного совета временно является регентом.
```

В случае, если регент, назначенный согласно статье 18 или статье 19, неспособен выполнять свои обязанности, Председатель Тайного совета временно исполняет обязанности регента.
Будучи регентом согласно параграфу один или исполняя обязанности регента согласно параграфу два, Председатель Тайного совета не должен выполнять обязанности Председателя Тайного совета. В таком случае Тайный совет должен избрать тайного советника для временного исполнения обязанностей Председателя Тайного совета.
Статья 21:
```
Перед вступлением в должность регент, назначенный в соответствии со статьёй 18 или статьёй 19, должен сделать следующее торжественное заявление перед Национальным собранием: «Я, (имя произносящего), настоящим торжественно заявляю, что буду предан его величеству Королю и буду искренне выполнять мои обязанности в интересах государства и народа. Я также обязуюсь хранить и во всех отношениях соблюдать Конституцию Королевства Таиланд».
```

В период истечения срока полномочий Палаты представителей или в случае её роспуска Сенат должен действовать как Национальное собрание согласно данной статье.

## Полномочия
Король Таиланда:
- является главой государства;
- является Верховным главнокомандующим Вооружённых сил страны;
- обладает прерогативой учреждать титулы и жаловать награды;
- выбирает и назначает квалифицированных людей на должность Председателя Тайного совета и не более 18 тайных советников для создания Тайного совета;
- проводит отбор, назначение или освобождение от должности тайных советников;
- назначает регента в случаях, когда сам отсутствует в стране или не может исполнять свои обязанности;
- подписывает законы;
- назначает Наследника престола;
- назначает Лидера оппозиции;
- может распустить Палату Представителей;
- созывает Национальное собрание, открывает его сессии и назначает перерыв в работе парламента.

## Королевские регалии

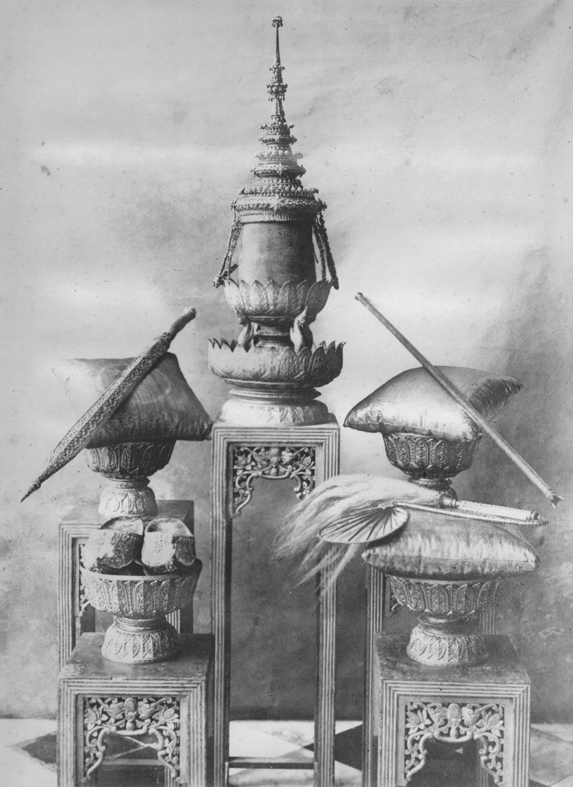
Основные королевские регалии Таиланда

Нынешний набор королевских регалий Таиланда и королевская утварь были созданы в основном во время правления короля Рамы I и Рамы IV, после того, как предыдущий набор был потерян во время разграбления Аюттхая бирманцами в 1767 году. Регалии используется в основном во время церемонии коронации короля в начале каждого царствования. Регалии в настоящее время экспонируются в Музее Большого дворца в Бангкоке.

### Основные регалии
- Королевские Девятиярусные зонтики — важнейшие регалии. В настоящее время их насчитывается семь, распределённых в различных местах.
- Великий венец победы — официальный головной убор.
- Меч Победы — найденный в Тонле Сап в 1784 году, меч представляет военную мощь.
- Королевский посох — символ справедливости.
- Royal Fan and Flywhisk (Валавиджани) — королевский веер из золота и королевская мухобойка из хвоста белого слона.
- Royal Slippers — официальная обувь из золота.
- Тайская королевская утварь.

Эти уникальные предметы всегда помещаются по обе стороны от трона короля или его места во время королевских церемоний.

### Другие символы царствования
- Королевский Белый слон — обычно один, чтобы олицетворяющий каждое правление, нынешний находится в зоопарке Дусит; у короля также есть 10 других.
- Королевская Гаруда — эмблема короля и Таиланда.
- Королевский штандарт Таиланда — официальный штандарт короля.
- Королевские флаги — личные флаги короля и королевской семьи.
- Sansoen Phra Barami — королевский гимн.
- Традиционный оркестр королевской семьи Таиланда — марширующий оркестр с использованием традиционных тайских музыкальных инструментов, они обычно сопровождают королевскую семью и выступают на церемониях, где председательствует член королевской семьи.

## Королевские церемонии, проходящие в стране
- Королевская церемония коронации
- Процессия Королевской Баржи
- Королевская Церемония Вспашки
- Смена одежд Изумрудного Будды
- Клятва верности Королю
- Освящение военных цветов и церемония принятия обета
- Церемония присяги на верность
- Тронная речь перед Национальным Собранием Таиланда
- Королевская Похоронная Церемония

## Правители Таиланда

### Королевство Сукхотаи(1238—1438)

#### Династия Пхра Руанг (1238—1438)
| Портрет                     | Имя                                                             | Дата рождения | Дата смерти | Начало правления | Окончание правления | Примечания                                                                 |
| --------------------------- | --------------------------------------------------------------- | ------------- | ----------- | ---------------- | ------------------- | -------------------------------------------------------------------------- |
|                             | Си Индрадитья Pho Khun Sri Indraditya (Пхо Кхун Банг Кланг Тао) | 1188          | 1270        | 1238             | 1270                | Первый Король Сукотаи                                                      |
|                             | Бан Муанг Pho Khun Ban Muang                                    | неизвестно    | 1279        | 1270             | 1279                | Сын Си Индрадитья                                                          |
|                             | Рамакхамхаенг Великий Pho Khun Ram Khamhaeng                    | 1237/1247     | 1298        | 1279             | 1298                | Младший брат Бан Муанга, сын Си Индрадитья; создатель тайской письменности |
|                             | Лертхай Phaya Lerthai                                           | неизвестно    | 1323        | 1298             | 1323                | Сын Рамакхамхаенга                                                         |
|                             | Нгуанамтхом Phaya Nguanamthom                                   | неизвестно    | неизвестно  | 1323             | 1347                | Двоюродный брат Лертхая, сын Банг Муанга                                   |
|                             | Маха Таммарача I Phra Maha Thammaracha I                        | XIV век       | 1368        | 1347             | 1368                | Двоюродный брат Нгуанамтхом, сын Лертхая                                   |
| Под верховной властью Аютии |                                                                 |               |             |                  |                     |                                                                            |
|                             | Маха Таммарача II Phra Maha Thammaracha II                      | неизвестно    | 1399        | 1368             | 1399                | Сын Маха Таммарача I                                                       |
|                             | Маха Таммарача III Phra Maha Thammaracha III                    | неизвестно    | 1419        | 1400             | 1419                | Сын Маха Таммарача II                                                      |
|                             | Маха Таммарача IV Phra Maha Thammaracha IV                      | неизвестно    | 1438        | 1419             | 1438                | Сын Маха Таммарача III                                                     |

### Королевство Аютия(1347—1767)

#### Первая династия У-Тхонг (1350—1370)
| Портрет | Имя                                     | Дата рождения | Дата смерти | Начало правления | Окончание правления | Примечания                                                            |
| ------- | --------------------------------------- | ------------- | ----------- | ---------------- | ------------------- | --------------------------------------------------------------------- |
|         | Раматхибоди I Somdet Phra Ramathibodi I | 10 марта 1314 | 1369        | 1350             | 1369                | Первый король Аютии                                                   |
|         | Рамесуан Somdet Phra Ramesuan           | 1339          | 1395        | 1369             | 1370                | Сын Раматхибоди I (первое правление); отрёкся от престола в 1370 году |

#### Первая династия Суваннапхум (1370—1388)
| Портрет | Имя                                           | Дата рождения | Дата смерти | Начало правления | Окончание правления | Примечания                      |
| ------- | --------------------------------------------- | ------------- | ----------- | ---------------- | ------------------- | ------------------------------- |
|         | Бороморача I Somdet Phra Borommarachathirat I | неизвестно    | 1388        | 1370             | 1388                | Дядя Раматхибоди I              |
|         | Чао Тхонг Лан Somdet Phra Chao Thong Lan      | неизвестно    | 1388/1389   | 1388             | 1388                | Сын Бороморача I; правил 7 дней |

#### Вторая династия У-Тхонг (1388—1409)
| Портрет | Имя                                    | Дата рождения | Дата смерти | Начало правления | Окончание правления | Примечания                                                            |
| ------- | -------------------------------------- | ------------- | ----------- | ---------------- | ------------------- | --------------------------------------------------------------------- |
|         | Рамесуан Somdet Phra Ramesuan          | 1339          | 1395        | 1388             | 1395                | Сын Раматхибоди I (второе правление); отрёкся от престола в 1370 году |
|         | Рамарача Somdet Phra Rama Ratchathirat | неизвестно    | неизвестно  | 1395             | 1409                | Сын Рамесуана                                                         |

#### Вторая династия Суваннапхум (1409—1569)
| Портрет              | Имя                                               | Дата рождения | Дата смерти | Начало правления | Окончание правления | Примечания                                                                          |
| -------------------- | ------------------------------------------------- | ------------- | ----------- | ---------------- | ------------------- | ----------------------------------------------------------------------------------- |
|                      | Интарача I Somdet Phra Intha Racha                | 1359          | 1424        | 1409             | 1424                | Внук Бороморача I                                                                   |
|                      | Бороморача II Somdet Phra Borommarachathirat II   | неизвестно    | 1448        | 1424             | 1448                | Сын Интарача I                                                                      |
|                      | Боромотрайлоканат Somdet Phra Boromma Trailokanat | 1431          | 1488        | 1448             | 1488                | Сын Бороморача II                                                                   |
|                      | Бороморача III Somdet Phra Borommarachathirat III | неизвестно    | 1491        | 1488             | 1491                | Сын Боромотрайлоканата                                                              |
|                      | Раматхибоди II Somdet Phra Ramathibodi II         | 1473          | 1529        | 1491             | 1529                | Младший брат Бороморача III. Сын Боромотрайлоканат                                  |
|                      | Бороморача IV Somdet Phra Borommarachathirat IV   | неизвестно    | 1533        | 1529             | 1533                | Сын Раматхибоди II                                                                  |
|                      | Ратсадатхират Phra Ratsadathirat                  | 1529          | 1533        | 1533             | 1533                | Сын Бороморача IV. Был ребёнком, правил под регентством. Правление длилось 4 месяца |
|                      | Чайрача Somdet Phra Chairacha                     | неизвестно    | 1546        | 1533             | 1546                | Дядя Ратсадатхирата, Сын Раматхибоди II                                             |
|                      | Йодфа Phra Yodfa                                  | 1535          | 1548        | 1546             | 1548                | Сын Чайрача                                                                         |
|                      | Воравонгза Khun Worawongsathirat                  | неизвестно    | 1548        | 1548             | 1548                | Узурпатор, не принадлежит ни к какой королевской династии. Правил 42 дня            |
|                      | Маха Чаккрапхат Somdet Phra Maha Chakkraphat      | 1509          | 1564        | 1548             | 18 февраля 1564     | Сын Раматхибоди II. Младший брат Бороморача IV и Чайрача (первое правление)         |
|                      | Махинтхратхират Somdet Phra Mahinthrathirat       | 1539          | 1569        | 18 февраля 1564  | 12 мая 1568         | Сын Маха Чаккрапхат и Королевы Сурийотхай (первое правление)                        |
|                      | Маха Чаккрапхат Somdet Phra Maha Chakkraphat      | 1509          | 1564        | 12 мая 1568      | 15 апреля 1569      | Сын Раматхибоди II. Младший брат Бороморача IV и Чайрача (второе правление)         |
|                      | Махинтхратхират Somdet Phra Mahinthrathirat       | 1539          | 1569        | 15 апреля 1569   | 2 августа 1569      | Сын Маха Чаккрапхат и Королевы Сурийотхай (второе правление)                        |
| Первое падение Аютии |                                                   |               |             |                  |                     |                                                                                     |

#### Династия Сукотаи (1569—1629)
| Портрет | Имя                                                          | Дата рождения  | Дата смерти     | Начало правления | Окончание правления | Примечания                                                                                                 |
| ------- | ------------------------------------------------------------ | -------------- | --------------- | ---------------- | ------------------- | --- |
|         | Маха Таммарача Somdet Phra Maha Thammarachathira (Санпхет I) | 1509           | 30 июня 1590    | 29 сентября 1569 | 30 июня 1590        | Посажен на трон как вассал бирманского короля Байиннаунга (Bayinnaung). Провозгласил независимость в 1584. |
|         | Наресуан Наресуан Великий Somdet Phra Naresuan (Санпхет II)  | 25 апреля 1555 | 25 апреля 1605  | 1 июля 1590      | 25 апреля 1605      | Сын Маха Таммарача                                                                                         |
|         | Экатотсарот Somdet Phra Ekathotsarot (Санпхет III)           | около 1556     | 1620            | 25 апреля 1605   | 1620                | Сын Маха Таммарача                                                                                         |
|         | Саовапхак Somdet Phra Si Saowaphak (Санпхет IV)              | неизвестно     | 1620            | 1620             | 1620                | Сын Экатотсарота. Правил меньше года                                                                       |
|         | Сонгтам Somdet Phra Songtham (Боромарача I)                  | 1590           | 12 декабря 1628 | 1620             | 12 декабря 1628     | Один из сыновей Экатотсарота от жены из низшего гарема                                                     |
|         | Четтатират Somdet Phra Chetthathirat (Боромарача II)         | неизвестно     | 1628/1629       | 1628             | 1628/1629           | Сын Сонгтама. Правил 1 год и 7 месяцев                                                                     |
|         | Атит Чакравонг Phra Athittayawong                            | 1618           | 1629            | 1629             | 1629                | Младший брат Четтатирата, Сын Сонгтама. Правил 39 дней                                                     |

#### Династия Прасат Тхонг (1630—1688)
| Портрет | Имя                                                        | Дата рождения   | Дата смерти     | Начало правления | Окончание правления | Примечания                                                                                  |
| ------- | ---------------------------------------------------------- | --------------- | --------------- | ---------------- | ------------------- | ------------------------------------------------------------------------------------------- |
|         | Прасат Тхонг Somdet Phra Chao Prasat Thong (Санпхет V)     | 1600            | 1656            | 1629             | 1656                | Вероятно сын Экатотсарота                                                                   |
|         | Фа Чай Somdet Chao Fa Chai (Санпхет VI)                    | неизвестно      | 9 августа 1656  | 8 августа 1656   | 9 августа 1656      | Сын Прасат Тхонга. Правил 9 месяцев                                                         |
|         | Си Сутхаммарача Somdet Phra Si Suthammaracha (Санпхет VII) | неизвестно      | 26 октября 1656 | 9 августа 1656   | 26 октября 1656     | Младший брат Прасат Тхонга. Узурпировал власть у племянника Фа Чай. Правил 2 месяца 17 дней |
|         | Нарай Великий Somdet Phra Narai (Раматхибоди III)          | 16 февраля 1633 | 11 июля 1688    | 26 октября 1656  | 11 июля 1688        | Сын Прасат Тхонг. Сводный брат Фа Чай. Отобрал трон у дяди Си Сутхаммарача                  |

#### Династия Бан Пхлу Луанг (1688—1767)
| Портрет                     | Имя                                                              | Дата рождения | Дата смерти    | Начало правления | Окончание правления | Примечания                                     |
| --------------------------- | ---------------------------------------------------------------- | ------------- | -------------- | ---------------- | ------------------- | ---------------------------------------------- |
|                             | Пра Пхетрача Somdet Phra Phetracha                               | 1632          | февраль 1708   | 1688             | 1703                | Узурпировал власть у двоюродного брата — Нарая |
|                             | Сурийентхратхибоди Somdet Phra Suriyenthrathibodi (Санпхет VIII) | неизвестно    | 1709           | 1703             | 1709                | Сын Нарая                                      |
|                             | Тхайса Somdet Phra Chao Yu Hua Thai Sa (Санпхет IX)              | 1679          | 1733           | 1709             | 1733                | Сын Сурийентхратхибоди                         |
|                             | Боромакот Somdet Phra Chao Yu Hua Boromakot                      | 1680          | 1758           | 1733             | 1758                | Брат Тхайса. Сын Сурийентхратхибоди            |
|                             | Утумпон Somdet Phra Chao Uthumphon (Раматхибоди IV)              | неизвестно    | 1762           | 1758             | 1758                | Сын Боромакота. Правил 2 месяца                |
|                             | Экатхат Somdet Phra Chao Ekkathat (Боромарача V)                 | неизвестно    | 17 апреля 1767 | май 1758         | 7 апреля 1767       | Сын Боромакота. Брат Утхумпхон                 |
| Второе падение Аютии (1767) |                                                                  |               |                |                  |                     |                                                |

### Королевство Тхонбури(1767—1782)

#### Династия Тхонбури
| Портрет | Имя                                                | Дата рождения  | Дата смерти   | Начало правления | Окончание правления | Примечания                   |
| ------- | -------------------------------------------------- | -------------- | ------------- | ---------------- | ------------------- | ---------------------------- |
|         | Таксин Somdet Phra Taksin Maharaj (Таксин Великий) | 17 апреля 1734 | 6 апреля 1782 | 28 декабря 1767  | 6 апреля 1782       | Единственный король Тхонбури |

### Королевство Раттанакосин(Сиам) (1782—1939 и 1945—1948), позднее —Королевство Таиланд(1939—1945 и с 1948)

#### Династия Чакри
| Портрет | Имя                                                                          | Дата рождения    | Дата смерти     | Начало правления | Окончание правления | Примечания                                         |
| ------- | ---------------------------------------------------------------------------- | ---------------- | --------------- | ---------------- | ------------------- | -------------------------------------------------- |
|         | Буддха Йодфа Чулалоке Somdet Phra Buddha Yotfa Chulalok Maharaj (Рама I)     | 20 марта 1737    | 7 сентября 1809 | 6 апреля 1782    | 7 сентября 1809     | основатель династии Чакри                          |
|         | Буддха Лоетла Нафалай Somdet Phra Buddha Loetla Nabhalai (Рама II)           | 24 февраля 1767  | 21 июля 1824    | 7 сентября 1809  | 21 июля 1824        | сын предыдущего                                    |
|         | Чессадабодиндра Paramintara Maha Jessadabodindra (Рама III)                  | 31 марта 1787    | 2 апреля 1851   | 21 июля 1824     | 2 апреля 1851       | сын предыдущего                                    |
|         | Монгкут Somdet Phra Mongkut (Рама IV)                                        | 18 октября 1804  | 15 октября 1868 | 3 апреля 1851    | 1 октября 1868      | сын Буддха Лоетла Нафалай, брат Чессадабодиндры    |
|         | Чулалонгкорн Somdet Phra Chulalongkorn Klao Yu Hua (Рама V)                  | 20 сентября 1853 | 23 октября 1910 | 1 октября 1868   | 23 октября 1910     | сын предыдущего                                    |
|         | Вачиравудх Somdet Phra Vajiravudh Phra Mongkut Klao (Рама VI)                | 1 января 1881    | 25 ноября 1925  | 23 октября 1910  | 25 ноября 1925      | сын предыдущего                                    |
|         | Прачадипок Somdet Chao Fa Prajadipok (Рама VII)                              | 8 ноября 1893    | 30 мая 1941     | 25 ноября 1925   | 2 марта 1935        | сын Чулалонгкорна; отрёкся от престола в 1935 году |
|         | Ананда Махидол Somdet Phra Ananda Mahidol (Рама VIII)                        | 20 сентября 1925 | 9 июня 1946     | 2 марта 1935     | 9 июня 1946         | внук Чулалонгкорна                                 |
|         | Пхумипон Адульядет Somdet Phra Paramindara Maha Bhumibol Aduliadej (Рама IX) | 5 декабря 1927   | 13 октября 2016 | 9 июня 1946      | 13 октября 2016     | внук Чулалонгкорна, брат Ананда Махидола           |
|         | Маха Вачиралонгкорн Somdet Phra Chao Yu Hua Maha Vajiralongkorn (Рама X)     | 28 июля 1952     | Здравствует     | 13 октября 2016  | Настоящее время     | сын предыдущего                                    |